# 氬氫離子
氬氫離子是一種陽離子，由氫正離子及氬原子組成。它能以放電製成，同時亦是第一種在星際空間發現的稀有氣體多原子離子（或分子）。

## 簡介
詹姆斯·布勞爾特及薩姆納·戴維斯於基特峰國家天文台以麥克梅斯-皮爾斯太陽望遠鏡進行傅立葉變換光譜攝像得到其紅外線振動旋轉譜帶。約翰·約翰斯亦觀測到其譜帶。
氬氫離子存在於星際間瀰散的氫原子雲中，作為生成的條件氫分子的佔比須處於0.0001至0.001之間，由於其佔比會影響到不同離子的生成。當36Ar1H+進行旋轉躍遷時，便可探測到617.525 GHz (J = 1→0)及1234.602 GHz (J = 2→1)的吸收線。這在SgrB2(M)及SgrB2(N)：G34.26+0.15、W31(C)：G10.62−0.39、W49(N)、W51(E)等中心可得，因為氬氫離子位於微波的放射源前。
而在蟹狀星雲可得到其發射線，顯示氬氫離子存在於其多個部分，當中最密集的是在其南部的纖維狀結構。這亦是Ar+及Ar2+離子最密集的地方。氬氫離子在蟹狀星雲的柱密度介乎每立方厘米有1012至1013顆。相信其進入激發態的能量來自電子與氫分子的撞擊。而接近銀心的柱密度約為2×1013 cm−2。
36ArH+及38ArH+離子已知存在於75億光年外的未命名星系中，其z = 0.88582，與耀變體PKS 1830−211同一視點。
氬能促進氚分子與脂肪酸的雙鍵，當中會產生一種過渡物ArT+。當以氬-氫等離子體濺鍍於金上，對其造成的位移亦是由於氬氫離子。

## 性質
氬氫離子與氯化氫為等電子體，基態的鍵偶極矩為2.18D。其結合能則為369 kJ mol−1（2.9 eV），比許多鎓離子要小，但比氫分子離子大。鍵力常數為.88 mdyne/Å2。
其不同振動態的壽命取決於當中的同位素，而大致上更高能量的振動態壽命更短。
| v | ArH+ | ArD+ |
| - | ---- | ---- |
| 1 | 2.28 | 9.09 |
| 2 | 1.20 | 4.71 |
| 3 | 0.85 | 3.27 |
| 4 | 0.64 | 2.55 |
| 5 | 0.46 | 2.11 |

## 反應
氬氫離子可能有以下反應：
ArH+ + H2 → Ar + H+
3
ArH+ + C  → Ar + CH+
ArH+ + N  → Ar + NH+
ArH+ + O  → Ar + OH+
ArH+ + CO  → Ar + COH+
亦可在以下反應生成：
Ar + H+
2 → ArH+ + H.
Ar + H+
3 → *ArH+ + H2

Ar+ + H2在低能量時的截面為10−18 m2，而當能量超過100 eV時的截面則會大幅下降。
Ar + H+
2在其離子為低能量時的截面為6×10−19 m2，但若能量超過10 eV時收率會下降，相對的是更多Ar+ + H2會產生。
當能量在0.75至1 eV之間，Ar + H+
3的截面為5×10−20 m2並有最大的氬氫離子收率，而反應的過程需要0.6 eV能量。能量高於4 eV時Ar+ + H開始產生。

氬氫離子亦可從Ar+生成，後者可由氬原子受到宇宙線及X射線下產生：
Ar+ + H2 → *ArH+ + H（1.49 eV）
當它遇到電子時可能會解離重合，但若該電子能量低則此反應極為緩慢，使它的壽命比許多相似的鎓離子更長。若氫分子濃度低於10−4，解離反應會超過其形成。
ArH+ + e−  → Ar + H
由於氬原子的電離能比氫分子更低，它會與氫分子反應；而氦和氖原子則更高，它們會從氫分子取走電子。
Ar+ + H2 → ArH+ + H
Ne+ + H2 → Ne + H+ + H（電荷轉移解離）
He+ + H2 → He + H+ + H

## 光譜
氬氫離子可藉對氬及氫的混合物放電製備。詹姆斯·布勞爾特及薩姆納·戴維斯首次於紅外線光譜觀測到其振動旋轉譜帶。
人工製備的氬氫離子所含的大部分為40Ar原子，而宇宙中多數為其同位素36Ar。
| 40Ar1H+的遠紅外線光譜 | 40Ar1H+的遠紅外線光譜 | 36Ar     | 38Ar      |
| 躍遷                  | 測得頻率              | 測得頻率 | 測得頻率  |
| J                     | GHz                   | GHz      | GHz       |
| 1←0                   | 615.8584              | 617.525  | 615.85815 |
| 2←1                   | 1231.2712             | 1234.602 |           |
| 3←2                   | 1845.7937             |          |           |
| 4←3                   | 2458.9819             |          |           |
| 5←4                   | 3080.3921             |          |           |
| 6←5                   | 3679.5835             |          |           |
| 7←6                   | 4286.1150             |          |           |
| 21←20                 | 12258.483             |          |           |
| 22←21                 | 12774.366             |          |           |
| 23←22                 | 13281.119             |          |           |

在紫外線光譜亦有兩條吸收線，其躍遷會使得離子斷鍵。以11.2 eV躍遷至B1Π電子態的躍遷偶極矩頗小，較難觀察到。以15.8 eV躍遷至A1Σ+推斥態的話其波長小於萊曼極限，宇宙中很少光子造成此躍遷。

## 另見
- 星際分子列表